# 괴짜들의 병영 일지
《괴짜들의 병영 일지》(영어: Stripes)는 미국에서 제작된 1981년 액션 코미디 영화이다. 아이번 라이트먼이 연출과 제작을 맡고, 빌 머리 등이 출연하였다.

## 출연진
- 빌 머리
- 해럴드 레이미스
- 워런 오츠
- P. J. 솔스
- 존 래러켓
- 숀 영
- 존 캔디
- 존 딜
- 랜스 러골트
- 존 볼스태드
- 저지 라인홀드
- 조 플래어티
- 데이브 토머스
- 로버트 J. 윌키
- 빌 팩스턴
- 티머시 버스필드

## 기타 제작진
- 협력 제작: 조 메적
- 배역: 캐런 리아
- 미술: 제임스 H. 스펜서
- 의상: 리처드 브루노